# Nウタ
『Nウタ』（エヌウタ）は、NHK総合テレビジョンで2025年4月7日から放送されているミニ音楽番組。

## 概要
世界に日本の文化・音楽を発信する5分間のミニ音楽番組で、NHKが行うキャンペーンのテーマソングや、ドラマ・番組主題歌などが紹介される。紹介される楽曲は月毎に変わる。

## 放送リスト
| 放送月  | 紹介楽曲                             | 紹介アーティスト                     | タイアップ                                    |
| ------- | ------------------------------------ | ------------------------------------ | --------------------------------------------- |
| 4月 5月 | 神様からの贈り物                     | サザンオールスターズ                 | 放送100年関連番組テーマソング                 |
| 4月 5月 | Free Yourself                        | BIGYUKI feat. 新しい学校のリーダーズ | NHKスペシャル「新ジャポニズム」イメージソング |
| 6月 7月 | 神様からの贈り物（ダンスバージョン） | サザンオールスターズ                 | 放送100年関連番組テーマソング                 |
| 6月 7月 | それもいいね                         | こっちのけんと ＆ Wakeys             | 『The Wakey Show』エンディングテーマ          |
| 8月     | 賜物                                 | RADWIMPS                             | 連続テレビ小説『あんぱん』主題歌              |
| 8月     | 魔法みたいに                         | 寺尾紗穂                             | 『Dearにっぽん』番組テーマ曲                  |